# 15 الزرافة
15 الزرافة هو نجم ثنائي، يقع في كوكبة الزرافة.

## روابط خارجية
- 15 الزرافة على موقع ويكي سكاي: DSS2, SDSS, GALEX, IRAS, Hydrogen α, X-Ray, Astrophoto, Sky Map, Articles and images